# Leonid Wladimirowitsch Nikolajew
Leonid Wladimirowitsch Nikolajew (* 1. Augustjul. / 13. August 1878greg. in Kiew, Russisches Kaiserreich; † 11. Oktober 1942 in Taschkent, Sowjetunion) war ein ukrainisch-russischer Pianist, Komponist und Musikpädagoge.

## Leben
Nikolajew lernte an der  Kiewer Musikhochschule, von der sich 1913 das Kiewer Konservatorium abspaltete, das Klavierspiel bei Wladimir Puchalski und Musiktheorie bei Eugeniusz Ryb. 1897 begann er das Studium am Moskauer Konservatorium. Wassili Safonows Klavierklasse schloss er 1900 ab und Sergei Tanejews und Michail Ippolitow-Iwanows Kompositionsklasse 1902.
Als Pianist trat Nikolajew zuerst 1900 in der Vereinigung der Liebhaber der russischen Musik auf, deren aktives Mitglied er war. Sein Repertoire reichte von Beethoven bis Rachmaninow. Er beteiligte sich an den Musikalischen Ausstellungen und an den Kiewer (1904) und St. Petersburger (1907) Abenden moderner Musik. Er arbeitete als Korrepetitor im Moskauer Bolschoi-Theater, unterrichtete und komponierte.
Ab 1909 lehrte Nikolajew am Sankt Petersburger Konservatorium Klavier und Komposition und wurde 1912 Professor. In der Mitte der 1930er Jahre war er kurzzeitig der Direktor. Er gehörte zu den frühen Förderern Sergei Prokofjews und Nikolai Medtners. Nikolajews kompositorisches Werk war sehr vielfältig: Sinfonien, Chormusik, Streichquartette und Solostücke für Violine, Cello und Klavier. Auch wurden seine Transkriptionen der Orgelwerke von Dieterich Buxtehude und Johann Pachelbel von seinen Studenten erfolgreich benutzt. Als Pädagoge war Nikolajew besonders bekannt. 
Zu seinen Schülern gehörten  Walerian Bogdanow-Beresowski, Wladimir Deschewow, Boris Golz, Marija Judina, Alexander Krein, Natan Perelman, Nadia Reisenberg, Dmitri Schostakowitsch, Isaak Schwarz, Pawel Serebrjakow, Wladimir Sofronizki und Alexander Zakin. Nikolajew war Volkskünstler der RSFSR.
Während des Deutsch-Sowjetischen Krieges und der Leningrader Blockade wurde Nikolajew mit den übrigen Dozenten des nun Leningrader Konservatoriums nach Taschkent evakuiert. Dort starb er an Typhus. Schostakowitsch widmete 1943 seine Sonata No. 2 für Klavier seinem Lehrer und Freund Leonid Nikolajew.